# Dorino II de Eno
Dorino II Gattilusio (fallecido hacia 1488) fue el señor de Eno, Samotracia e Imbros desde 1455 hasta enero de 1456. Fue el segundo hijo de Palamedes Gattilusio.

## Biografía
Tras la muerte de su padre, Dorino II se apoderó de todas sus propiedades como suyas, a pesar de los derechos de la viuda y los hijos de su hermano mayor por primogenitura. La viuda intentó una resolución pacífica, pero cuando Dorino II se negó a negociar, envió a su tío a pedir ayuda al sultán otomano Mehmed II. Esto, junto con las quejas de los jueces turcos de İpsala y Ferrai (Ferecik) indujo al sultán a actuar: el 24 de enero de 1456 dirigió un ejército por tierra en la ciudad mientras su almirante Yunus Bajá establecía un bloqueo con un escuadrón de 10 barcos. En ese momento Dorino II estaba ausente de Eno, invernando en Samotracia. Sin su amo, los habitantes de Eno negociaron su rendición al sultán.
Después de aceptar la rendición de Eno, Mehmed II envió a Yunus Bajá para apoderarse de Samotracia e Imbros; el almirante nombró al historiador Critóbulo gobernador de Imbros. Al mismo tiempo, Yunus Bajá envió un barco para detener a Dorino II; sospechando del almirante, Dorino II prefirió viajar al sultán por sus propios medios, enviando primero a su hija con generosos obsequios por delante. El sultán Mehmed II se inclinó por devolver las dos islas a Dorino II hasta que supo de Yunus Bajá del descontento de los súbditos de Dorino II. En cambio, Mehmed II le concedió a Dorino una propiedad lejos del mar, en Ziche en Macedonia. Dorino II estaba descontento con su nueva residencia, y después de iniciar una pelea con su "guardia de honor" otomana, los masacró y huyó de Ziche. Primero se instaló en Lesbos, luego se mudó a Naxos, donde hizo su hogar permanente.

## Descendencia
Dorino II se casó en 1454 con su prima Isabel Crispo (nacida en 1445), hija de Jacobo II Crispo, duque de Naxos, y esposa Ginebra Gattilusio. No tuvieron hijos.